# Hohe Pön
Der oder die Hohe Pön ist ein gut 795 m ü. NHN hoher hoher Berg des Rothaargebirges. Er liegt bei Stryck im Landkreis Waldeck-Frankenberg in Nordhessen, nahe der Grenze zum nordrhein-westfälischen Hochsauerlandkreis.

## Geographische Lage
Der Hohe Pön liegt im Upland, dem Nordostteil des Rothaargebirges, im Naturpark Diemelsee. Sein Gipfel erhebt sich in Nordhessen etwa 1,5 km südlich von Stryck in der Gemarkung von Usseln (Ortsteile von Willingen) und 750 m (jeweils Luftlinie) nordöstlich der westfälischen Grenze, die der Nahtstelle von Upland und Sauerland entspricht; jenseits der Grenze liegt an seiner Südostflanke Titmaringhausen (Stadtteil von Medebach). Zu den Nachbarn des bewaldeten Berges gehören Mühlenkopf (ca. 815 m) im Nordwesten, Auf’m Knoll (739,3 m) im Ostsüdosten, Krutenberg (785 m) im Süden und Hegekopf (842,9 m) im Westen.

## Naturräumliche Zuordnung
Der Hohe Pön gehört in der naturräumlichen Haupteinheitengruppe Süderbergland (Nr. 33) in der Haupteinheit Rothaargebirge (mit Hochsauerland) (333) und in der Untereinheit Winterberger Hochland (333.5) zum Naturraum Langenberg (333.58). Die Landschaft fällt nach Nordosten bis Norden in den Naturraum Inneres Upland (333.90) ab.

## Fließgewässer und Wasserscheide
Über den Hohen Pön verläuft die Diemel-Eder/Fulda/Weser-Wasserscheide. Die westlich des Berges nach Nordosten fließende Itter, die ein paar Kilometer weiter südwestlich am nahen Hopperkopf entspringt, nimmt den östlich des Berges quellenden Aarbach auf und entwässert durch die Diemel in die Weser. Dementgegen verläuft das Wasser der kleinen Wamecke, die an seiner Südostflanke entspringt, erst in Richtung Südosten und macht dann einen südlichen Umweg durch die Wilde Aa (ab Mittellauf Aar genannt), Orke, Eder und Fulda zur Weser.